# Kingdom (serial sud-coreean)
Kingdom este un serial de televiziune sud-coreean din 2019 scris de Kim Eun-hee și regizat de Kim Seong-hun. Este cel de-al doilea serial sud-coreean realizat de Netflix, care a avut premiera la 25 ianuarie 2019. Serialul este adaptat din seria webcomic The Kingdom of the Gods, care a fost scrisă de Kim Eun-hee și desenată de Yang Kyung-il.
Serialul a obținut recenzii pozitive.
Producția pentru al doilea sezon este programată să înceapă în februarie 2019.

## Povestea
Situat în perioada medievală a Coreei, perioada Joseon (1392-1897), ea povestește despre un prinț care ajunge să fie implicat într-o conspirație politică și este forțat să se angajeze într-o misiune periculoasă pentru a investiga o ciumă misterioasă care se răspândește în țara sa. Adevărul amenință regatul când descoperă că este o epidemie atroce sub forma unor strigoi care apar la apusul soarelui și devin inactivi în timpul răsăritului. Acum, lucrurile par să atârne doar de un fir subțire de speranță pentru a supraviețui.
Povestea începe cu un anunț japonez aflat pe un panou, care stabilește perioada de timp a începutului povestirii în timpul invaziei japoneze a Coreei (1592-1598).

## Distribuție

### Personaje principale
- Ju Ji-hoon în rolul prințului moștenitor[12]
- Ryu Seung-ryong în rolul Jo Hak-jo[13]
- Bae Doo-na în rolul Seo-bi[1]
- Kim Sung-gyu în rolul Yeong-shin

### Personaje secundare
- Kim Sang-ho[14] as Moo-young
- Heo Joon-ho[15] as An Hyun
- Jeon Seok-ho[16] as Beom-pal
- Kim Hye-jun în rolul reginei Cho
- Jung Suk-won în rolul Beom-il